# 郝家楼村 (章丘市)
郝家楼村,中华人民共和国山东省济南市章丘市水寨镇所辖的一个行政村。总人口1747，其中男性862人，女性885人；农业户口1721人，非农业人口26人；18岁以下人口432人，18-35岁人口410人，35-60岁人口678人，60岁以上人口227人（2006年）。耕地面积195公顷（2006年）。行政区划代码370181106203。